# Reuzenalk
De reuzenalk (Pinguinus impennis) is een in 1844 uitgestorven zeevogel uit de familie van de alken (Alcidae).

## Naamgevingsgeschiedenis
De wetenschappelijke naam van de soort werd in 1758 als Alca impennis gepubliceerd door Carl Linnaeus. Hij verwees daarbij naar zijn eigen Fauna svecica, waar referenties te vinden zijn naar 'Anser Magellanicus' van Clusius (1605: 101), Olaus Wormius (1655: 300, t. 301) en Francis Willughby (1676: 242, t. 65), en naar de 'Pinguin/Penguin' van Thomas Bartholin (1673) en John Ray. In Systema naturae voegde Linnaeus nog een referentie naar een andere pagina van Willughby toe (244), en een naar de 'northern penguin' van George Edwards (1750). De naam 'impennis' betekent 'zonder vleugels' of 'zonder slagpennen'.
De eerste die een beschrijving en afbeelding van de reuzenalk publiceerde was Clusius, in 1605. Hij noemde de soort als 'Mergus Americanus', en baseerde zich op een gekleurde afbeelding die hem door een zekere Jacques Plateau was toegezonden uit (Noord-)Amerika, en die daaraan had toegevoegd dat het volgens de zeelieden van wie hij het dier kreeg, een duikende vogel was. Clusius maakte in zijn beschrijving onder meer melding van de witte vlekken aan de voorkant van de kop, iets boven de basis van de snavel. De naam en beschrijving bij Clusius waarnaar Linnaeus verwees, 'Anser Magellanicus', betreffen de pinguïns (magelhaenpinguïn; Spheniscus magellanicus) waarover, onder de naam 'vetganzen', was bericht door de Nederlanders die in 1599 door Straat Magellaan waren gevaren, en wier waarneming door Clusius werd vermeld. Wormius en Willughby verwezen beiden ook naar 'Anser Magellanicus' van Clusius. De vogel die Wormius beschreef en ook enige tijd levend in huis had gehouden, kwam echter naar eigen zeggen van de Faeröer; hij noemde de witte vlekken op de kop, en de afbeelding is onmiskenbaar van een reuzenalk. Willughby maakte in de tekst onderscheid tussen de 'Penguin' of 'Goi[r]fugel' die hij in de collectie van de Royal Society en in die van John Tradescant had gezien, en de 'Penguin Batavorum' of 'Anser Magellanicus' van Clusius. Hij maakte er gewag van dat Clusius de witte vlekken op de kop niet noemde. Zijn afbeelding is die van Wormius in spiegelbeeld. Bartholin had het expliciet over een niet vliegende vogel met witte vlekken op de kop. Het lemma van Ray is een herhaling van dat bij Willughby. De soort werd in 1791 door Pierre Joseph Bonnaterre in het geslacht Pinguinus geplaatst.

## Etymologie

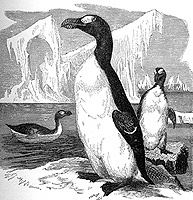
Een reconstructie van de reuzenalk

Clusius (1605) gaf als oorsprong van de naam 'pinguin' het Latijnse 'pinguedo', gen. 'pinguedinis', wat 'vet' of 'vetheid' betekent, en verwees daarbij naar de door de Nederlanders in 1599 gevangen pinguïns in Straat Magellaan. De etymologie die Clusius voor de naam gaf, verklaart echter niet de uitgang -in. De naam 'pinguin' of 'penguin' dook volgens diverse auteurs voor het eerst op in de beschrijvingen die de Engelse en Nederlandse zeevaarders gaven van hun tochten om de zuidpunt van Zuid-Amerika en Kaap de Goede Hoop. Thomas Cavendish noemde ze in het verslag van zijn reis om de wereld (1586–1588), in 1589 bewerkt en uitgegeven door Richard Hakluyt. Ook Willem Lodewijcksz (1598) in zijn verslag over de reis om Afrika naar Indië, en Olivier van Noort (1602) in het verslag van zijn reis om de wereld, noemden de vetganzen pinguïns, en deze naam zou vanuit die verslagen in andere talen zijn overgenomen. Hakluyt nam in zijn werk echter ook een verslag op van de reis die de Engelsman Richard Hore in 1536 maakte naar Nova Scotia en Newfoundland, waarbij ook 'the Island of Penguin' (tegenwoordig Funk Island), een broedplaats van de reuzenalk, werd aangedaan. Een verklaring voor de oorsprong van de naam is dat die afkomstig is uit het Welsh: 'pen' betekent kop en 'gwyn' wit, wat zowel zou kunnen duiden op de witte vlekken tussen de ogen en de snavel van de vogel, als op eilanden waarop ze broedden, die wit waren van hun uitwerpselen. Dat de naam uit het Welsh zou komen werd al in 1612/13 geopperd door de Engelse dichter Michael Drayton in zijn gedicht Poly-Olbion. De naam zou vervolgens door zeelieden die bekend waren met de reuzenalk ook zijn gebruikt voor de eveneens duikende en niet vliegende vogels van het zuidelijk halfrond, vanwege de oppervlakkige gelijkenis met de reuzenalk.

## Veldkenmerken
De reuzenalk was zo'n 75 cm groot, woog tot 5 kg en hij had maar kleine vlerkjes, waarmee hij niet vliegen kon, maar des te beter duiken. Zijn poten zaten helemaal achteraan het lijf en ook dat kwam het duiken ten goede, maar hij kon er zich op het land maar moeizaam mee voortbewegen. Deze vogel had zijn voortbeweging zowel in de lucht als op het land dus grotendeels opgeofferd om onder water volledig in zijn element te zijn.

## Verspreiding en leefgebied
De reuzenalk kwam voor in de hele Noord-Atlantische oceaan. Hij was een veelvoorkomende wintergast in het zuidelijke deel van de Noordzee, tussen Groot-Brittannië en Nederland. Fossielen van de zustersoort Pinguinus alfrednewtoni, daterend uit het vroege Plioceen, werden gevonden in West-Europa (Britse eilanden, Groenland en IJsland) en Noord-Amerika (Maine tot Labrador).
Kliffen waar andere (kleinere) alken veelal broedden waren voor de reuzenalk ontoegankelijk. Hij moest het daarom doen met kale, redelijk vlakke eilandjes, ver van het vasteland en van het ijs, zodat roofdieren (ijsberen bijvoorbeeld) er niet bij konden. Zulke plekken zijn schaars. Hij broedde daarom maar op een paar plaatsen in enorme kolonies, onder andere op Funk Island (ten noordoosten van Newfoundland), op de Magdalena-eilanden en Penguin Islands in de Saint Lawrencebaai en op een paar plekken aan de Groenlandse en IJslandse kust, met name op het eiland Geirfuglasker.

## Uitsterven
De Canadese broedplaatsen werden eerst geplunderd door matrozen die daarmee hun voedselvoorraad aanvulden. Later in de 18e eeuw vestigden zich mensen op de eilandjes om de vogels neer te knuppelen, ze te blancheren en dan van hun dons te ontdoen. De vette karkassen werden als brandstof gebruikt, onder andere voor lampolie. In 1785 was de afslachting door het donsverzamelen al zo ver dat kapitein George Cartwright voor het uitsterven van de soort waarschuwde. In de 19e eeuw was Geirfuglasker dan ook het laatste toevluchtsoord van de soort. Daar was de vogel al eeuwen veilig omdat de IJslanders een bijgeloof hadden dat het bezoeken van het eiland van de 'Geir'-vogel groot ongeluk bracht. Het eiland verdween in 1830 door een vulkaanuitbarsting van de aardbodem. Zo'n 40 vogels wisten te overleven en ze vestigden zich op Eldey, een eilandje dat ze tot dan nooit gebruikt hadden omdat het te dicht bij IJsland zelf lag. Daar vielen ze ten prooi aan de wetenschap. Vooral in Groot-Brittannië was het in die tijd erg in zwang rariteiten op sterk water te zetten en zo ontstond er een handel in reuzenalkvellen. In 1844 werd het laatste paartje gedood en het laatste ei geraapt, dat nu te zien is in Stromness (Orkney). Men dacht in die tijd dat er verder naar het noorden nog wel meer zouden zijn, maar dat bleek niet het geval.
Een opgezette reuzenalk en een reuzenalkei zijn onderdeel van de collectie van Naturalis in Leiden. Beide objecten zijn geen onderdeel van de vaste tentoonstellingen in het museum maar waren in 2020 en 2021 wel onderdeel van de tijdelijke tentoonstelling 200 jaar Naturalis.